# 柳瀬茂
柳瀬 茂（やなせ しげる、生没年不詳）は日本の画家。
江戸川乱歩の少年探偵シリーズのカバー絵、子どもの伝記全集(ポプラ社)の挿絵、などで知られる。

## イラスト作品
- 江戸川乱歩「怪人二十面相」ポプラ社
- 江戸川乱歩「少年探偵団」ポプラ社
- 江戸川乱歩「妖怪博士」ポプラ社
- 江戸川乱歩「大金塊」ポプラ社
- 江戸川乱歩「青銅の魔人」ポプラ社
- 江戸川乱歩「透明怪人」ポプラ社
- 江戸川乱歩「鉄塔王国の恐怖」ポプラ社
- 江戸川乱歩「怪奇四十面相」ポプラ社
- 江戸川乱歩「宇宙怪人」ポプラ社
- 江戸川乱歩「黄金豹」ポプラ社
- 江戸川乱歩「奇面城の秘密」ポプラ社
- 江戸川乱歩「夜光人間」ポプラ社
- 江戸川乱歩「電人M」ポプラ社
- 江戸川乱歩「空飛ぶ二十面相」ポプラ社

| スタブアイコン | サブスタブ | この項目は、まだ閲覧者の調べものの参照としては役立たない、人物に関連した書きかけの項目です。この項目を加筆・訂正などしてくださる協力者を求めています（P:人物伝/PJ:人物伝）。 |